# یک آتش
یک آتش از مجموعه مستندهای چشم‌اندازها به کارگردانی ابراهیم گلستان و به روایتی شاهرخ گلستان است که در فاصله سال‌های ۱۳۳۶ تا ۱۳۴۱ ساخته‌شده‌است. این فیلم روایتی از مهار یکی از بزرگ‌ترین آتش‌سوزی‌های چاه‌های نفت در اهواز است. یک آتش اولین تجربه فیلم‌برداری شاهرخ گلستان و اولین تجربه فروغ فرخزاد در تدوین فیلم است.
یک آتش در اردیبهشت ۱۳۴۰ در کانون فیلم تهران به نمایش درآمد و در همان سال در جشنواره ونیز به نمایش درآمد و برنده جایزه مرکور طلایی شد. نسخه مرمت‌شده این فیلم برای اولین بار و به زبان فارسی، نسخه‌های بیشتر دیده‌شده این فیلم به زبان انگلیسی هستند، با صدای اسدالله پیمان در سی و ششمین دوره جشنواره فیلم ایل چینما رتیراتو در شهر بولونیای ایتالیا به نمایش درمی‌آید. «سینما تک بولونیا» آن را بازسازی کرده است.

## داستان
یک آتش دربارهٔ مهار چاه‌های نفت دچار حریق شده در اهواز است. آتشی که برخی آن را یکی از بزرگترین آتش سوزی‌های تاریخ نفت دانسته‌اند و خاموش کردن آن ۶۵ روز طول کشید.

## تولید
این فیلم را ابراهیم گلستان با سرمایه شخصی خود ساخت. فیلمبرداری آن در ۱۳۳۷ توسط شاهرخ گلستان شروع شد و تدوین آن در ۱۳۴۰ توسط فروغ فرخزاد به پایان رسید. یک آتش اولین تجربه فیلم‌برداری شاهرخ گلستان و اولین تجربه فروغ فرخزاد در تدوین فیلم است.
در مستند «نیم رخی از شاهرخ گلستان سروی از گلستان» که در ۱۵ تیر ۱۴۰۲ از شبکه بی‌بی‌سی فارسی پخش شد ، شاهرخ گلستان از دعوای شصت ساله و قهر خود با ابراهیم گلستان می‌گوید. او و چندین شاهد دیگر از جمله منوچهر انور روایت می‌کنند که ابراهیم گلستان به واسطه شکستگی پا در بیمارستان بستری می‌شود و فیلم از ابتدا تا انتها توسط شاهرخ گلستان کارگردانی و فیلمبرداری می‌شود.
ذکریا هاشمی در این مستند عنوان می‌کند از طریق محمود هنگوال که صدابردار فیلم یک آتش بوده متوجه شده که ابراهیم گلستان مدت کوتاهی در صحنه فیلم نبوده و نکات کارگردانی را به شاهرخ گلستان در نبود خود دیکته کرده بود.
در همان زمان، علاوه بر گلستان، گروه دیگری نیز به سرپرستی ابوالقاسم رضائی از استودیو ایران فیلم به اهواز اعزام شدند تا از عملیات اطفای حریق فیلم بگیرند. اما فیلم رضائی با عنوان «مبارزه با آتش در اهواز» یک اثر صرفاً گزارشی بود که تنها به شرح عملیات کارگران و متخصصان ایرانی می‌پرداخت، حال آنکه فیلم یک آتش با نگاه ویژه گلستان و تدوین فروغ فرخزاد از حد یک مستند گزارشی و صنعتی فراتر رفت و به یک مستند هنری در سینمای ایران بدل شد.

## بازخوردها
یک آتش در تیرماه ۱۳۴۰ در بخش مسابقه فیلم‌های مستند جشنواره فیلم ونیز به نمایش درآمد و برنده مجسمه مرکور طلایی و مدال شیر سن مارکو شد و نقدهای زیادی در ستایش آن منتشر شد، از جمله بهرام بیضایی در مقاله «کارنامه فیلم گلستان» درباره آن چنین نوشت: «این فیلم حماسه کار بود و نمایش دهنده زیبایی وحشتناک آن آتش گردن افراشته، آتشی که هم با شکوه و هم وحشت آور بود و پای چنین آتشی کار بود و قهرمانان گمنام بین ماشین و باروت و آتش و قهرمانان گمنام دیو آتش را مهار می‌کردند و آتش فشان چاه را دهانه می‌زدند و این کار و حماسه بود. می‌شود گفت که حسن انتخاب موقعیت‌ها توسط فیلمبردار، حسن انتخاب عکس‌ها توسط مونتور و صداقت در این انتخاب‌ها و گفتاری در خور، یک آتش را تبدیل به بی نقص‌ترین فیلم ایرانی در آن شرایط کرد، فیلمی که فیلم بود.»
ابراهیم گلستان در اردیبهشت ۱۳۴۰ پس از نمایش فیلم در کانون  فیلم تهران گفت:«اکنون فیلم «آتش» از من جداست و من و دوستانم که آن را ساختیم دیگر به آن نمی‌اندیشیم. خوب یا بد تمام شده‌است، ما آن را برای تجربه ساختیم. شاهرخ گلستان تا این زمان فیلمی را فیلم‌برداری نکرده بود و فروغ فرخزاد تاکنون فیلمی را مونتاژ نکرده‌ بود. ما می‌دانستیم که تصاویر ما گویای واقعه‌ای گیراست و می‌خواستیم روی این مشخصه یا مزیت تکیه نکرده باشیم. بسیار چاه‌های نفت آتش گرفته بود و از بسیاری آتش‌ها فیلم ساخته بودند و ما می‌خواستیم حالتی و فضایی دیگر بسازیم، برای همین مدت‌ها معطل شدیم تا آن را ساختیم. اکنون تماشای قوس‌وقزحی که بر آدریاتیک کمانه کشیده، از هر جایزه و پاداشی خوش‌تر است.